# Hugo IV. Burgundský
Hugo IV. Burgundský (francouzsky Hugues IV de Bourgogne, 9. března 1213 Villaines-en-Duesmois – 27. října 1272) byl burgundský vévoda a titulární král soluňského království. Zúčastnil se tří křížových výprav.

## Život
Hugo byl jediným synem Oda Burgundského a když Odo roku v červnu 1218 zemřel, bylo jeho dědici Hugovi teprve pět let. Regentkou se na příštích deset let stala vdova Alice.
Roku 1239 věren rodové tradici společně s Theobaldem ze Champagne, Hugem z Lusignanu a Petrem Mauclercem vytáhl na křížovou výpravu do Akkonu. Vrátil se roku 1241 a o sedm let později se připojil ke kruciátě Ludvíka IX. Během bojů o Mansourah držel tábor. Volání křížových výprav neodolal ani v pozdějším věku a roku 1270 doprovázel Ludvíka IX. i na tažení do Tunisu.
Zemřel v pokročilém věku v říjnu 1272 a byl pohřben v rodovém pohřebišti v Kapli vévodů klášterního kostela v Citeaux. Hrob společně s dalšími podlehl zkáze po Francouzské revoluci. Je pravděpodobně zobrazen stejně jako jeho matka na svorníku dnes uloženém v depozitáři místního muzea v Reulle-Vergy.